# Corpus dei papiri filosofici
Das Corpus dei Papiri Filosofici greci e latini. Testi e lessico nei papiri di cultura greca e latina (CPF) ist ein Projekt der Accademia Toscana di Scienze e Lettere „La Colombaria“ zur Sammlung und Edition antiker philosophischer Texte auf griechischen und lateinischen Papyri. Es wurde 1983 in Florenz begründet und von der Universität Florenz, von der Ricerca Scientifica und vom Consiglio Nazionale delle Ricerche finanziert. 1987 wurde es von der Union Académique Internationale in die Förderung übernommen. Grundlegend für das Projekt ist die interdisziplinäre Zusammenarbeit von Papyrologen, Klassischen Philologen und Historikern der Philosophie der Antike. Die Bände werden von dem Florentiner Verlag Olschki verlegt.

## Aufbau des Corpus
Das Projekt besteht aus vier, noch nicht vollständig veröffentlichten Teilen.
Teil I umfasst bekannte Autoren (in zwei Bänden).
- I.1: Die Philosophen (in alphabetischer Reihenfolge, in drei Teilbänden, 1989, 1992, 1999). Beinhaltet sind auch die Testimonia Herculanensia (alle Belege für Namen und Werke der Philosophen, die in den Papyri von Herculaneum erscheinen) und die Papyri, die Listen von Werken oder Namen von Philosophen aufweisen.
  - I. Academici — Cyrenaici
  - II. Demetrius Phalereus — Musonius Rufus
  - III.1. Nicolaus Damascenus — Platonis Fragmenta
  - III.2. Platonis Testimonia — Zeno Tarsensis
- I.2: Kultur und Philosophie (in alphabetischer Reihenfolge, in mehreren Teilbänden, 2008, 2008). In diesem Abschnitt sind Autoren enthalten, die die philosophische Kultur beeinflusst haben oder von ihr beeinflusst worden sind und deren theoretische Reflexion und deren Wortschatz in der Philosophiegeschichte herausragen.
  - I—II. Galenus — Isocrates

Teil II umfasst Adespota (namenlose Fragmente) sowie Gnomologien und Sentenzen (in mehreren Bänden, 2015, 2017):
- II.1: Textfragmente (nach der Sammlung angeordnet).
- II.2: Sentenzen und Sprüche bekannter Autoren
- II.3: Gnomologien und Sentenzen (nach der Sammlung angeordnet).

Teil III umfasst antike Kommentare zu philosophischen Texten (ein Band, mit einem Index griechischer Wörter, 1995).
Teil IV umfasst:
- IV.1: Indizes (in mehreren Bänden, 2002).
  - Zu I.1
- IV.2: Tafeln (in mehreren Bänden, 2000, 2008, 2018).
  - Zu I.1 und III
  - Zu I.2 Galenus — Isocrates
  - Zu II.2 und II.3

## Studi e Testi
Das Projekt besteht neben der Edition der Papyri (CPF) aus einer Reihe weiterführender Studien und Texte (Studi e Testi per il Corpus dei Papiri Filosofici = STCPF). Diese umfasst derzeit (Stand: 2018) 17 Bände.

## Wissenschaftliches Komitee
Dem wissenschaftlichen Komitee gehören Guido Bastianini, Gábor Betegh, Antonio Carlini, Fernanda Decleva Caizzi (Präsidentin), Maria Serena Funghi, Daniela Manetti, Gabriella Messeri, Franco Montanari, Glenn W. Most und David Sedley an. Zwei der Begründer sind inzwischen verstorben: Francesco Adorno (1921–2010), Präsident von Beginn an, und Manfredo Manfredi (1925–2011).